# Agy-gerincvelői folyadék

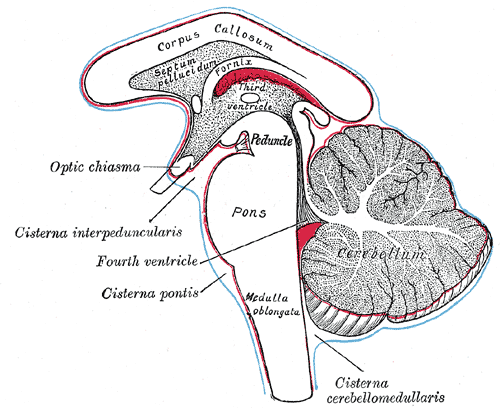
A főbb ciszternák sémás rajza. (Kék vonallal jelölve)

Az agy-gerincvelői folyadék (liquor cerebrospinalis) az agykamrákban termelődő és az agyat, illetve a gerincvelőt a pókhálóhártyán belül körülvevő, az emberben 120-250 ml térfogatú testfolyadék.

## Termelődése, keringése, felszívódása
Az agy-gerincvelői folyadékot az agykamrákban található érfonat plexus choroideus termeli, 0,3-0,4 ml/perc, 500-700 ml/nap mennyiségben. Az oldalkamrákban termelődött liquor az agykamrák közti nyíláson (Monro-féle nyílás) jut be a III. agykamrába. A folyadék útja innen az aquaeductus cerebri (Sylvii)-n, vagyis Sylvius-féle csatornán át a IV. agykamrába vezet. Innen a folyadék a középső Magendie (apertura mediana ventriculi quarti) és a két oldalsó Luschka-nyílásokon (apertura lateralis ventriculi quarti) át jut ki az agyat, majd a gerincvelőt körülvevő pókhálóhártya alatti térbe  (spatium subarachnoideum) . A vénás keringésbe a sinus sagittalis superioron keresztül szívódik vissza a pókhálóhártya bolyhai (granulationes arachnoideae) segítségével. A termelődés és a felszívódás normál esetben egyensúlyban van egymással. Nyomása - oldalfekvésben, lumbálpunkciós testhelyzetben a punkciós tűn keresztül mérve - 70-220 H2Omm. Ebben mintegy 20 H2Omm-nyi eltéréseket okoz az artériák pulzálása és a légzés.

## A pókhálóhártya alatti tér tágulatai
A pókhálóhártya alatti tér tágulatai (cisternae subarachnoideales) elősegítik a liquor áramlását az agy felszínén. A kisagy és nyúltvelő közötti (cisterna cerebellomedullaris) a legnagyobb, ebből megfelelő felkészültséggel liquor is nyerhető. Az agy oldalsó gödrében van a (cisterna fossae lateralis), az agykocsányok közötti gödörben a (cisterna interpeduncularis), a látóidegkereszteződés körül a (cisterna chiasmatis), a nagy agyi véna mentén a (cisterna venae magnae cerebri), ezt az interpedunculári ciszternával a (cisterna ambiens) (ebben fut a [IV.] agyideg is) köti össze, a kérges test felső része mentén van a (cisterna corporis callosi), a híd ventralis felszínén található a (cisterna pontis). 

## Összetétele
Normál esetben víztiszta folyadék, 0,15-0,45 g/l fehérjét tartalmaz, glükózkoncentrációja a vércukorszint 50-70%-a, kevés sejtet, 3 db/µl nyiroksejtet tartalmaz, amelyeknek nagy része T-lymphocyta, csak 1%-nyi B-lymphocyta van, szemben a vérrel, ahol arányuk 5-10%. Ritkán monocyták is előfordulhatnak.

## Funkciója
Mivel az agy és a gerincvelő gyakorlatilag benne lebeg, így ez az elrendezés hatékonyan védi agyat a traumás behatásoktól, emellett táplálja és védi az idegszövetet és eltávolítja a neuronok működése során keletkező anyagcsere-végtermékeket. Az agyon belüli csatornák elzáródása (ezt többnyire fejlődési rendellenesség okozza) esetén a folyadék az agykamrákban felgyülemlik, azokat kitágítja, ez okozza a belső vízfejűséget (hydrocephalus internus). Ha a folyadék felszívódása akadályozott, mert pl. agyhártyagyulladás következtében a folyadék keringését ill. felszívódását szolgáló képződmények károsodnak, a folyadék a pókhálóhártya alatti térben gyülemlik fel, és az agyállományra gyakorolt nyomásával gátolja annak keringését, így az agyállomány sorvadásához vezet: ez a külső vízfejűség (hydrocephalus externus). Az agy-gerincvelői folyadék a vízen kívül szőlőcukrot, ásványi sókat, fehérjét és kevés vérsejtet tartalmaz.

## Diagnosztikai szerepe
Különféle kórképekben a liquor összetevőinek aránya megváltozik, ill. kóros tartalom jelenik meg benne, ezért vizsgálata az idegrendszert érintő betegségek fontos diagnosztikai módszere. A vizsgálathoz a folyadékot gerinccsapolással (szúrcsapolással (punctio) nyerik, amelyet leggyakrabban a gerinccsatorna alsó ágyéki szakaszán, bizonyos ritka esetekben a koponyán belüli folyadéktereken végeznek. Hasonló módon szükség esetén gyógyszert is lehet az agy-gerincvelői folyadékba juttatni. Ennek leggyakoribb alkalmazása a szubarachnoidális anesztézia. Ha a kinyert folyadék enyhén zavaros, az a fehérvérsejtszám növekedésére utal. Erős zavarosság, fokozott viszkozitás bakteriális fertőzéskor jelentkezik. A sárgás szín a fehérjetartalom erős növekedésnek, enyhe vérzésnek ill. a liquorkeringés zavarának jele. A vöröses árnyalat a vörösvértestszám növekedésére, vérzésre utal. A pontosabb diagnózishoz, mikroszkópos, laboratóriumi és mikrobiológiai vizsgálatokra van szükség.

## Az agyhártyák betegségei
A liquor cerebrospinalis elváltozásai az agyhártyák betegségeit jelzik. Gyulladásait agyhártyagyulladások (meningitis) - amelyek ma is életveszélyes állapotnak tekintendők - okozhatják baktériumok, gombák, vírusok és paraziták. A kórkép korlátozódhat az agyhártyákra, de többnyire együtt jár az idegrendszer más részeinek megbetegedésével, így (meningitis) agyvelőgyulladással (encephalitis), az agy és a gerincvelő együttes gyulladásával (encephalomyelitis), a gerincvelői gyökök gyulladásával (polyradiculitis).
Daganatok közül előfordulhat az agyhártyákból kiinduló elsődleges daganat (meningeoma), de többnyire más szervből kiinduló daganatok (carcinoma, leukaemia, lymphoma) áttételei jelenhetnek meg az agyhártyán, minden esetben súlyos, életveszélyes kórképet okozva.

## Táblázat
| Ok                                                    | Kinézet             | Neutrofil leukocita             | Nyiroksejt/limfocita            | Fehérje                         | Glükóz                 |
| ----------------------------------------------------- | ------------------- | ------------------------------- | ------------------------------- | ------------------------------- | ---------------------- |
| Gennyes bakteriális agyhártyagyulladás                | Sárgás, zavaros     | Határozottan emelkedett         | Enyhén emelkedett vagy normális | Határozottan emelkedett         | Csökkent               |
| Vírusos agyhártyagyulladás                            | Tiszta folyadék     | Enyhén emelkedett vagy normális | Határozottan emelkedett         | Enyhén emelkedett vagy normális | Normális               |
| Gümőkóros agyhártyagyulladás (meningitis tuberculosa) | Sárgás és viszkózus | Enyhén emelkedett vagy normális | Határozottan emelkedett         | Emelkedett                      | Csökkent               |
| Gombás agyhártyagyulladás                             | Sárgás és viszkózus | Enyhén emelkedett vagy normális | Határozottan emelkedett         | Enyhén emelkedett vagy normális | Normális vagy csökkent |

- Agykamrák
- Agyhártyák
- Gerincvelő
- Emberi idegrendszer